# Here's Lucy
Here's Lucy (conocida en España y Argentina como Aqui está Lucy) es una sitcom estadounidense protagonizada por Lucille Ball. Se transmitió por CBS de 1968 a 1974. Fue la tercera comedia de situación de Ball, después de I Love Lucy (1951– 57) y The Lucy Show (1962–68).
La serie coprotagonizada por Gale Gordon, compañero comediante de Ball, también contó con la participación de sus propios hijos, Lucie Arnaz y Desi Arnaz Jr.
A diferencia de la mayoría de las comedias de situación de la época, Here's Lucy se filmó ante una audiencia en vivo; La práctica estándar en ese momento era filmar un episodio en un set cerrado y agregar una pista de risas durante la postproducción. Sin embargo, todavía se utilizó una pista de risas para llenar los vacíos en las reacciones de la audiencia o los remates perdidos. El formato en vivo fue solicitado por la propia Ball, pues creía que se desempeñaba mejor en presencia de público.

## Sinopsis
La viuda Lucy Carter trabaja para su cuñado en Los Ángeles. Serie humorística que disfruta de la presencia de muchas estrellas invitadas de la época.

## Reparto
| Actor           | Personaje                    | Temporada 1  | Temporada 2  | Temporada 3  | Temporada 4  | Temporada 5  | Temporada 6  |
| --------------- | ---------------------------- | ------------ | ------------ | ------------ | ------------ | ------------ | ------------ |
| Actor           | Personaje                    | 1968–69      | 1969–70      | 1970–71      | 1971-72      | 1972-73      | 1973-74      |
| Lucille Ball    | Lucy Hinkley Carter          | Protagonista | Protagonista | Protagonista | Protagonista | Protagonista | Protagonista |
| Gale Gordon     | Harrison Otis "Harry" Carter | Protagonista | Protagonista | Protagonista | Protagonista | Protagonista | Protagonista |
| Lucie Arnaz     | Kim Carter                   | Protagonista | Protagonista | Protagonista | Protagonista | Protagonista | Protagonista |
| Desi Arnaz Jr.  | Craig Carter                 | Protagonista | Protagonista | Protagonista | N/A          | Invitada     | N/A          |
| Mary Jane Croft | Mary Jane Lewis              | Recurrente   | Regular      | Regular      | Regular      | Regular      | Regular      |

### Estrellas invitadas
Muchos actores reconocidos aparecieron en episodios de Here's Lucy, algunos eran amigos cercanos de Ball y se interpretaban a sí mismos. Entre ellos se encuentran; Vivian Vance, Ann-Margret, Milton Berle, Carol Burnett, George Burns, Ruth Buzzi, Johnny Carson, Liberace, Petula Clark, John Davidson, Eva Gabor, Helen Hayes, Dean Martin, Eve McVeagh, Vincent Price, Tony Randall, Buddy Rich, Joan Rivers, Ginger Rogers, Dinah Shore,  Danny Thomas, Lawrence Welk, Flip Wilson, Shelley Winters, Donny Osmond y Patty Andrews.

## Episodios finales

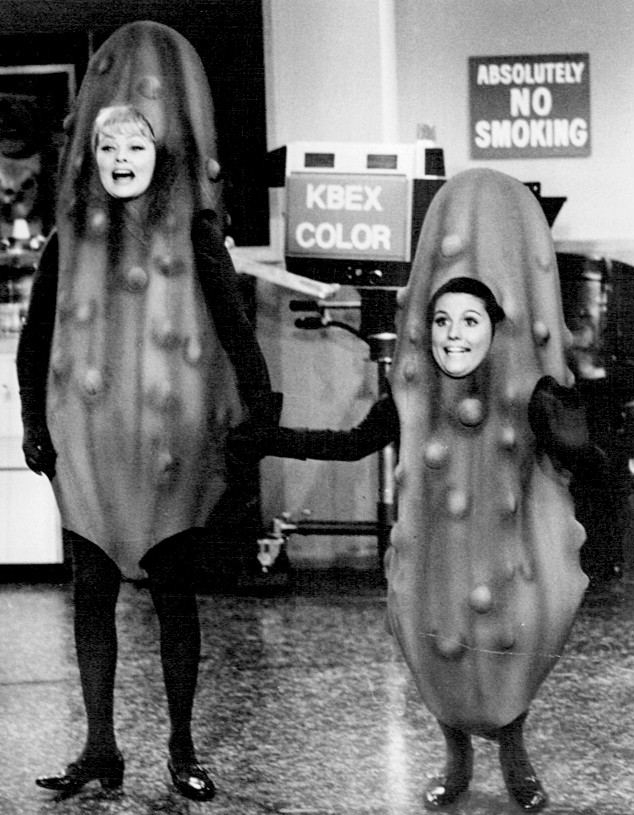
Ball y Lucie Arnaz en un episodio de 1973. El tío Harry consigue trabajos para Lucy y Kim como pepinillos parlantes en un comercial de televisión.

En 1972, poco antes de que comenzara el rodaje de la quinta temporada, Ball se rompió la pierna derecha en un accidente de esquí. Como resultado, la quinta temporada vio una historia de toda la temporada en la que el personaje de Lucy Carter también tenía una pierna rota. Tanto Ball como Lucy Carter pasaron gran parte de la temporada en silla de ruedas y con un yeso en toda la pierna. Según Geoffrey Mark Fidelman, autor de The Lucy Book , este fue el punto en el que al personaje de "Lucy" "finalmente se le permitió envejecer".
La lesión y la recuperación de Ball limitaron gravemente su capacidad para realizar comedia física durante la temporada. Esto le dio a los otros miembros del elenco, como Lucie Arnaz y las protagonistas Mary Jane Croft y Vanda Barra, la oportunidad de brillar. También le dio al personaje de Harry de Gale Gordon la oportunidad de ser más comprensivo y afectuoso con Lucy, algo que había estado completamente ausente desde que Gordon se unió por primera vez al elenco de "The Lucy Show" nueve años antes. Se aceleró el deshielo en la relación entre Lucy y Harry, de modo que podían interactuar más como suegros amigables que simplemente como compañeros de trabajo antagónicos.
A pesar de la lesión de Ball, la comedia física nunca fue eliminada por completo. Durante la recuperación, hubo pequeños chistes que Ball pudo realizar de manera segura con poca o ninguna lesión general o daño en su pierna. A medida que avanzaba su recuperación, Ball pudo realizar más rutinas de comedia física. Sin embargo, los aspectos de payasadas aún se atenuaron durante el resto de la serie en comparación con temporadas anteriores.